# Cortex entorhinal
 (juin 2010).
Si vous disposez d'ouvrages ou d'articles de référence ou si vous connaissez des sites web de qualité traitant du thème abordé ici, merci de compléter l'article en donnant les références utiles à sa vérifiabilité et en les liant à la section « Notes et références ».

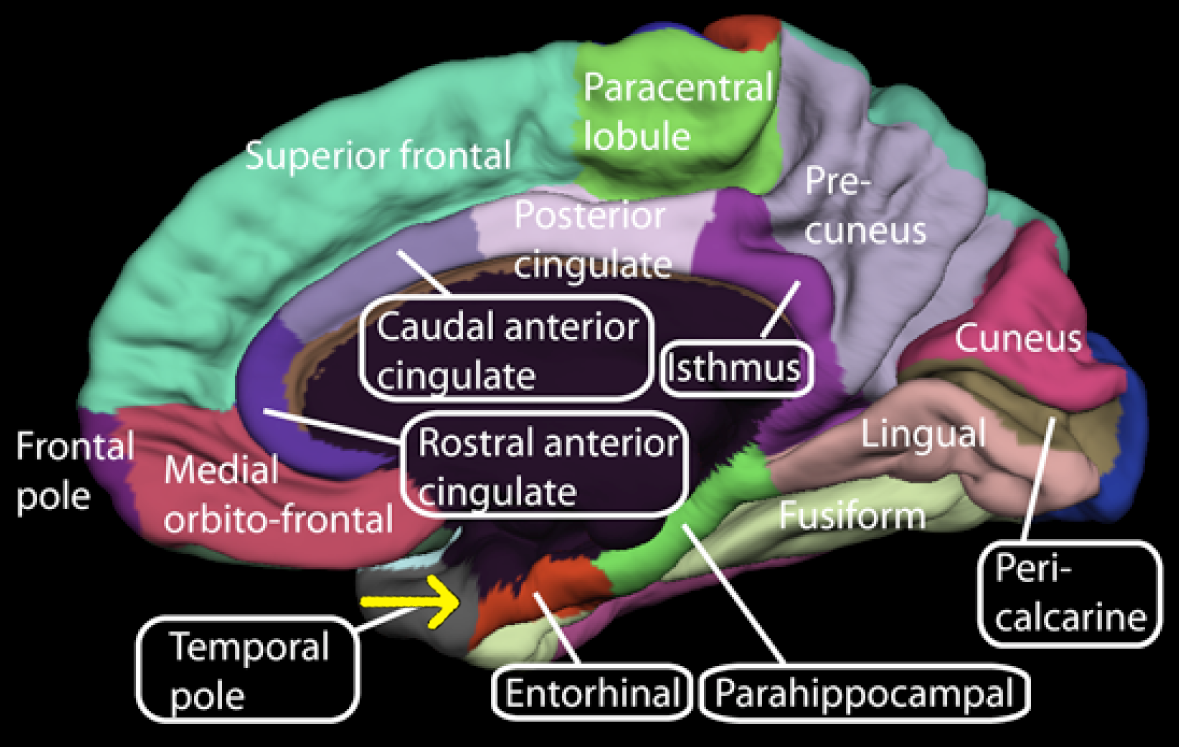
Localisation du cortex entorhinal (en bas de l'image).

Le cortex entorhinal est une zone du cerveau, impliquée dans les mécanismes de l'olfaction et de la mémoire.

## Localisation
Dans le lobe temporal médian (voire lobe temporal), le long de la scissure rhinale, on peut trouver deux régions corticales importantes, située en dessous de l’hippocampe. Il s’agit du cortex rhinal et du cortex parahippocampique. Le cortex rhinal est lui-même composé de deux sous-régions appelées : cortex entorhinal (aire 28 de Brodmann) et cortex périrhinal. 

## Fonctions

### Olfaction
Les voies olfactives issues du bulbe olfactif où est traduit le message chimique en message nerveux (transduction), se projettent sur différentes régions du cortex où les informations sensorielles seront traitées. Le cortex temporal médian est le lieu de ce premier traitement, dans le cortex olfactif primaire. Celui-ci est divisé en quatre régions : le cortex piriforme, le noyau olfactif antérieur, le cortex péri-amygdalien et le cortex entorhinal. La caractéristique de l’olfaction est que cette modalité sensorielle est traitée dans du néocortex et du paléocortex (voire néocortex). Le cortex entorhinal est considéré comme un cortex de transition entre les deux, mettant en évidence la nature archaïque du système olfactif. Le cortex olfactif est composé des tubercules olfactifs, des noyaux amygdaliens, du cortex piriforme et entorhinal.

### Mémoire
Le cortex rhinal joue un rôle dans la mémorisation en recevant les informations issues des aires corticales associatives (représentation complexe réalisant la synthèse de différentes modalités sensitives, voire cortex associatif), puis en les transmettant au cortex parahippocampique qui lui succède et les transmettent à l’hippocampe. Ainsi, avec le cortex parahippocampique et l’hippocampe, il participe à la consolidation de la mémoire déclarative. L’atteinte de ces structures est responsable d’une amnésie antérograde sévère chez le patient HM, à qui il a été retiré la face médiane des lobes temporaux (voir lobe temporal). De la même façon, on peut remarquer que les plaques amyloïdes formées dans la maladie d’Alzheimer sont particulièrement localisées sur ces structures, notamment l’amygdale, l’hippocampe et le cortex entorhinal, ce qui expliquerait la centralisation des symptômes de cette maladie sur la mémoire.

### Localisation dans l'espace
En 2005, il a été découvert que le cortex entorhinal contient une carte neuronale de l'environnement spatial chez les rats. En 2014, John O'Keefe, Maj-Britt Moser et Edvard Moser ont reçu le prix Nobel de physiologie ou médecine, grâce à cette découverte. La Française Francesca Sargolini a contribué à ces travaux de recherche.
Les neurones dans le cortex entorhinal latéral présentent peu de sélectivité spatiale, tandis que les neurones du cortex entorhinal médian (MEA), présentent de multiples « champs de lieu » qui sont disposés suivant un motif hexagonal, et sont, pour cette raison, appelés « cellules de grille ». Ces champs et l'espacement entre les champs augmentent de la MEA dorso-latéral à la MEA ventro-médiane,.

### Conscience du temps
En 2018, une équipe a mis en évidence chez la souris que des neurones du cortex entorhinal médian (MEC) permettent de déterminer une durée (un temps d'attente avant une action) en s'activant progressivement après temporisation. Leurs résultats suggèrent l'existence dans le MEC de sous-circuits spécialisés dans le codage du temps d'attente pendant l'immobilité ou de l'espace pendant les mouvements.

### Autres
Dans le cadre de réponses « réflexes », l'association des impulsions de l'œil et l'oreille se produit dans le cortex entorhinal.